# Eichholz (Arnsberg)
Koordinaten: 51° 23′ 12″ N, 8° 4′ 8″ O

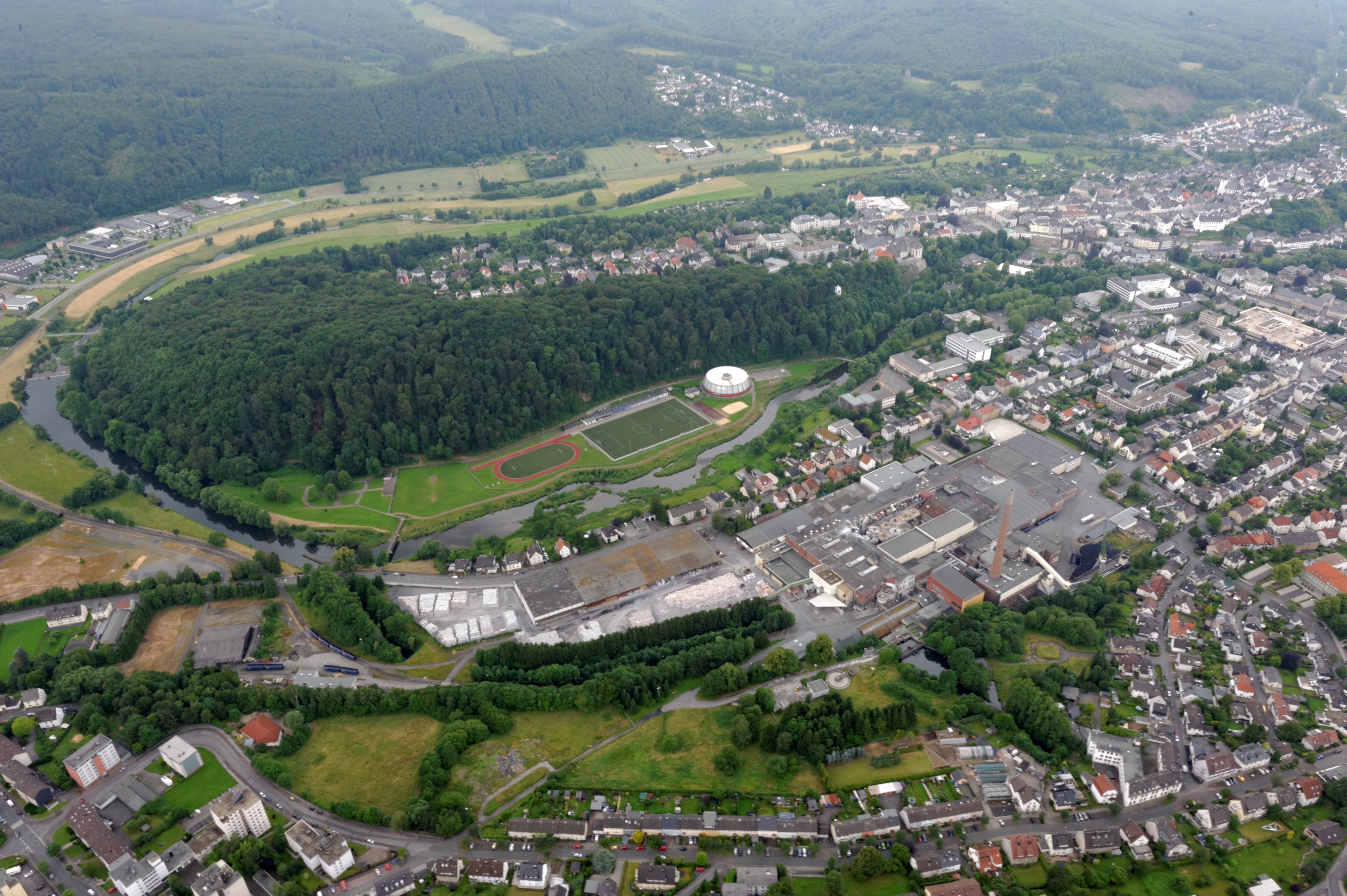
Lage des Eichholz in Arnsberg

Das Eichholz ist ein Wald in Arnsberg. Er wurde vom Kloster Wedinghausen und der Stadt Arnsberg beansprucht, ehe nach Jahrhunderten des Streits sich das Kloster durchsetze. Bereits im 18. Jahrhundert begann die Nutzung des Waldes zu Erholungszwecken. Dazu dient die stadtnahe Waldung noch heute. Das Naturschutzgebiet (HSK-172) umfasst eine Fläche von etwa 23 ha.

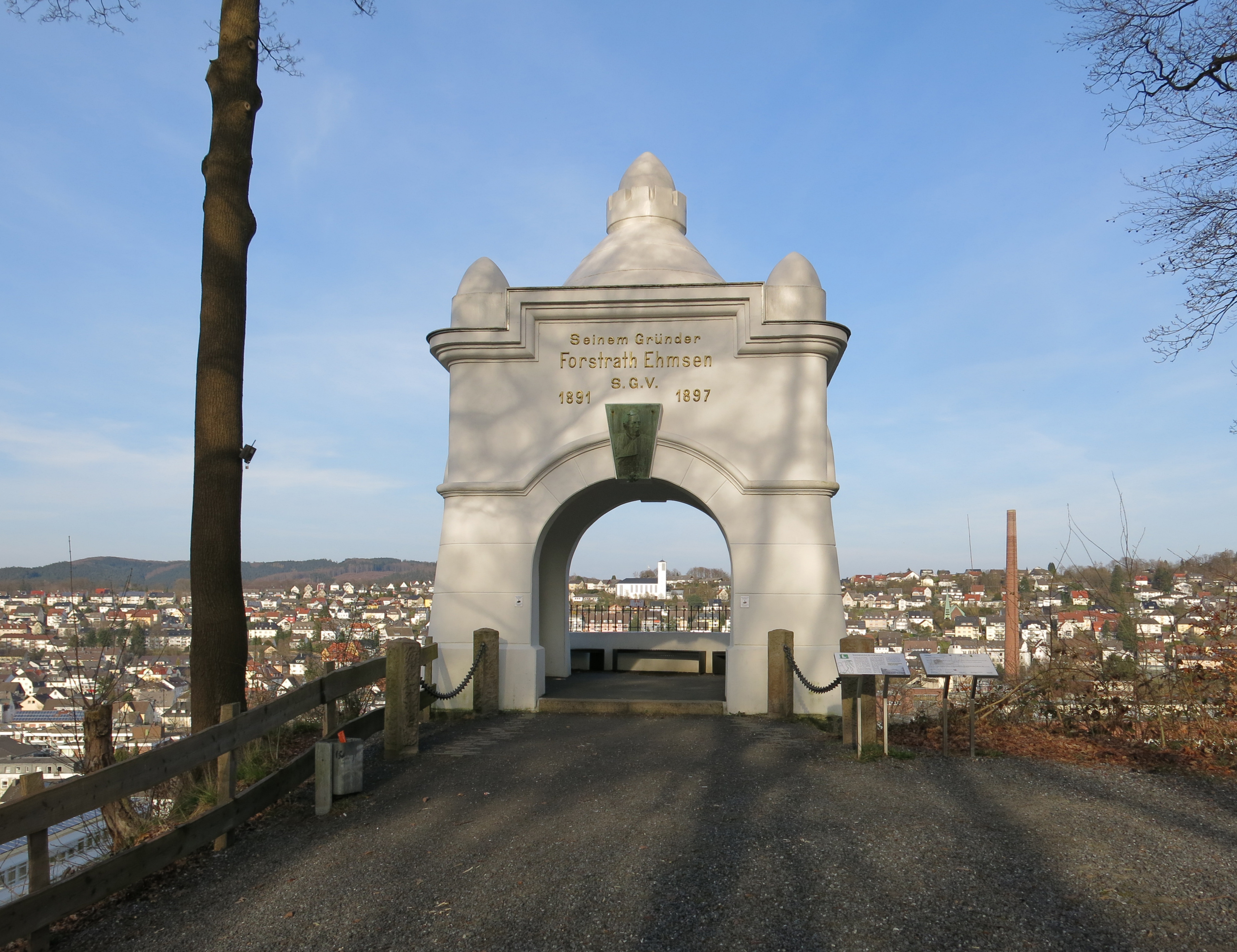
Ehmsendenkmal im Eichholz

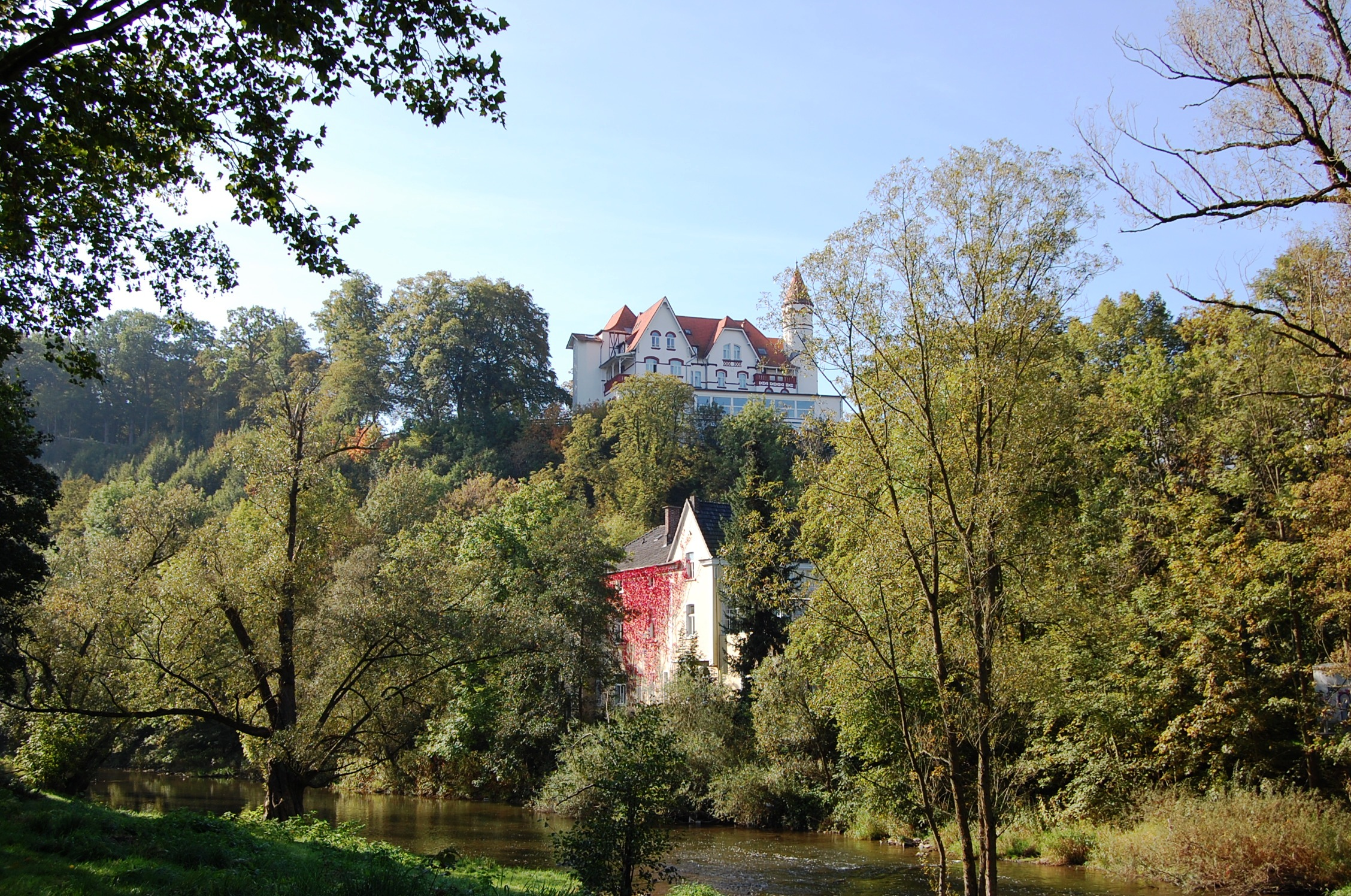
Blick auf das Kurhotel im Eichholz

## Lage
Der Wald liegt südlich der Altstadt und des Klosters Wedinghausen auf einem Bergrücken in einer Schleife der Ruhr. Auch der Berg wird Eichholz genannt. Im Norden grenzen Siedlungsbereiche und das Kloster an. An den drei anderen Seiten umfließt die Ruhr die Erhebung. Auf dem Berg befindet sich das Ehmsendenkmal. Am Rand des Waldes befindet sich das frühere Kurhotel. In unmittelbarer Nachbarschaft liegt das Kloster Wedinghausen mit dem Gymnasium Laurentianum. Unterhalb des Eichholzes liegen die Realschule am Eichholz, das Berufskolleg am Eichholz, Sportanlagen mit Rundturnhalle, die Vogelwiese der Schützen sowie das ehemalige Segelfluggelände Arnsberg Ruhrwiese. Der Eichholzfriedhof hat nach dem Wald seinen Namen.

## Naturschutzgebiet Eichholz
Das Eichholz ist seit 1998 als Naturschutzgebiet Eichholz ausgewiesen. Es hat aktuell eine Größe von 22,40 ha. Es wurde 1998 mit dem Landschaftsplan Arnsberg durch den Kreistag des Hochsauerlandkreises erstmals als Naturschutzgebiet (NSG) mit einer Flächengröße von  22,80 ha ausgewiesen. Bei der Neuaufstellung des Landschaftsplanes Arnsberg durch den Kreistag 2021 wurde das NSG mit verändertem Namen erneut ausgewiesen und flächenmäßig etwas verkleinert.
Es handelt sich um einen Laubwald mit vereinzelten Nadelhölzern. Vorherrschend sind Buche und Eiche. Hinzu kommen einzelne einheimische und fremde Baumarten. Viele Bäume haben bereits das Starkholzalter erreicht. Teilweise befindet sich in dem Gebiet auch Altholz. Der Weiher Kinderteich liegt im Südwesten. Die Ufer sind recht dicht mit Röhricht bewachsen. Die Ostseite des Waldes fällt steil ab und es sind dort einige Felsen teilweise mit entsprechender Felsvegetation sichtbar. Als Erholungsraum, der teilweise so etwas wie eine Stadtparkfunktion wahrnimmt, wird der Wald von Wegen und Pfaden durchzogen.
Zum Wert des Schutzgebietes führt der Landschaftsplan aus: „Der isolierte Wald hat Bedeutung für den Bestand naturnaher Lebensräume in Siedlungsnähe und hat durch seine Altersheterogenität große Bedeutung für höhlenbewohnende und auf Totholz angewiesene Tierarten. Besonders wertvoll sind zudem die natürlichen Felsbereiche.“
Wie bei allen Naturschutzgebieten in Deutschland wurde in der Schutzausweisung darauf hingewiesen, dass das Gebiet „wegen der Seltenheit, besonderen Eigenart und Schönheit des Gebietes“ zum Naturschutzgebiet erklärt wurde. Laut Landschaftsplan erfolgte die Ausweisung speziell zum:
- „Schutz, Erhaltung und Entwicklung eines struktur- und artenreichen Laubwaldkomplexes mit Stillgewässer und Felsformationen und ihrer Lebensgemeinschaften,“
- „Schutz und Erhaltung der geowissenschaftlich bedeutsamen natürlichen Felsklippen.“
- „Das NSG dient auch der nachhaltigen Sicherung von besonders schutzwürdigen Lebensräumen nach § 30 BNatSchG.“[2]

Unter Berücksichtigung der Verkehrssicherungspflicht soll liegendes Totholz und stehendes Totholz heimischer Laubgehölze wegen vorhandene und potentieller Höhlenbäume erhalten werden. Nach Erstellung eines Wegekonzeptes soll eine Steuerung der Naherholung und eine Besucherlenkung durch geeignete Maßnahmen eingeleitet werden.

## Geschichte

### Klosterzeit
Graf Heinrich von Arnsberg übergab aus seinem Besitz zur materiellen Ausstattung des Klosters Wedinghausen diesem auch das Eichholz. In der Urkunde von 1173 war der Wald noch nicht erwähnt. Aber der wegen seiner vielen Eichen Ekholt genannte Wald wird in einer weiteren Urkunde von 1183 genannt. Dort heißt es Mons, qui dicitur Ekholt (Der Berg, der Eichholz genannt wird).
Der Wald in der Nähe von Stadt und Kloster war für die Schweinemast von großer Bedeutung. Der Besitz und die Nutzung des Eichholzes war später über Jahrhunderte seit dem 14. Jahrhundert zwischen Stadt und Kloster umstritten. Die Stadt betrachtete den Wald als Teil der städtischen Feldmark und die Bürger sahen sich als berechtigte Marktgenossen. Über 200 Jahre lang blieb die Frage ungeklärt. Sowohl das Offizialtgericht in Köln wie das in Werl hatten sich mit dem Fall zu befassen. Weil es zu keiner Lösung kam, wurden alle 20 bis 25 Jahre vorläufige Vereinbarungen getroffen.
In einer ersten Einigung aus dem 15. Jahrhundert wurde dem Kloster das Recht zur Schweinemast zugestanden, während die Bürger das dürre Holz entnehmen durften. Kurfürst Salentin von Isenburg vermittelte 1575 mit dem Salentinschen Rezess eine Lösung des Streits. Die Nutzung des Eichholzes für die Hude, Schweinemast und Holznutzung wurde dem Kloster zugesprochen. Davon ausgenommen war das Sammeln von Fallholz. Obwohl das Jagdrecht auch offiziell dem Kloster zustand, wurde es verschiedentlich von Adeligen angefochten. Angesichts der Siedlungsnähe und relativer Kleinräumigkeit wies es in guten Jahren durchaus einen beträchtlichen Wildbestand auf. Die kurfürstliche Jagd ergab für 1606 32 erlegte Wildschweine.
Das Kloster war an dem Wald vornehmlich aus wirtschaftlichen Gründen interessiert. Es betrieb zudem unterhalb des Berges an der Ruhr in der Nähe der heutigen Sportplätze eine Mahl- und Sägemühle. Der damalige Weg, auf dem mit Eseln das Mehl zum Kloster gebracht wurde, ist heute noch vorhanden und führt von den heutigen Sportplätzen am Ehmsendenkmal vorbei zum Kloster. In der Nähe der Mühle befand sich auch eine Wasserkunst zur Versorgung des Klosters mit Ruhrwasser.

### Eichholz als Erholungsraum
Kurfürst Maximilian Friedrich von Königsegg-Rothenfels ließ zur Verschönerung der Stadt neben dem Maximilianbrunnen auch einen englischen Garten und in der Verlängerung eine „englische Promenade“ einrichten. Diese lief unterhalb des Landsberger Hofes in Richtung Kloster Wedinghausen zum Eichholz („Eichholzpromenade“). Ein Weg führte und führt in der Verlängerung um das Eichholz herum. Ein Felsvorsprung am Witten Stein unterhalb der höchsten Stelle des Waldes, auf der heute das Ehmsendenkmal steht, musste gesprengt werden, um den Weg fort setzen zu können. Die Stadt Arnsberg wurde durch kurfürstlichen Erlass gezwungen, die städtische Hude im Bereich der heutigen Eichholzpromenade abzutreten. Heute befindet sich in diesem Bereich die Festhalle der Arnsberger Bürgerschützengesellschaft, ein großer Spielplatz und das ehemalige Parkhotel. Der Weg um das Eichholz stand am Beginn der Nutzung des Waldes zur Erholung. An der Stelle des ehemaligen Sommerhäuschen der Mönche im Eichholz entstand später das Kurhotel.
In hessischer Zeit ab 1803 wurde das Kloster aufgehoben und der Wald wurde Staatsbesitz. Er wurde forstwirtschaftlich genutzt. Nachdem Preußen 1816 die Landesherrschaft übernommen hatte, wurde das Eichholz Teil des preußischen Fiskus.
Zu Beginn der preußischen Herrschaft wurde ab 1816 ein neues Stadtviertel im klassizistischen Stil südlich der Altstadt errichtet. Im weiteren Verlauf der Stadtentwicklung wurden in Teilen des Eichholzes weitere Bauten etwa an der Eichholzstraße errichtet.
Auch in hessischer und früher preußischer Zeit wurden dem Erholungswert des Waldes von höchster Seite etwa vom Regierungspräsidenten Friedrich von Bernuth große Aufmerksamkeit zuteil. Der Hofgärtner Haas aus Münster hatte 1820 den Auftrag erhalten, Vorschläge zur Gestaltung und zur Anlage von Wegen zu machen.
Es wurde 1821 eigens eine Promenadendeputation unter Leitung des Regierungspräsidenten von Bernuth ins Leben gerufen. Der bekannte Landschaftsarchitekt Maximilian Friedrich Weyhe wurde neben der Gestaltung des Schlossberges auch mit der des Eichholzes und der Promenade beauftragt. Er machte Skizzen von Spazierwegen und schlug eine forstwirtschaftlich sinnvolle Bepflanzung vor. Der heutigen Zustand des Waldes geht im Wesentlichen auf diese Zeit zurück. Die Erträge des Waldes flossen durch eine Kabinettsordre von 1837 ausschließlich in die Erhaltung, Erweiterung und Verschönerung der Anlagen und nicht dem allgemeinen Haushalt zu. Nach der Jahrhundertwende wurde mit städtischen Mitteln in einem schlossartigen Stil das Kurhotel errichtet.
Nach der Aufhebung des Klosters Wedinghausen wurde aus hygienischen Gründen der Eichholzfriedhof damals in einiger Entfernung von Kloster und Stadt Anfang des 19. Jahrhunderts angelegt. Der städtische Aufseher über das Eichholz war anfangs auch für die Pflege des Friedhofes zuständig.
Der Verein der Eichholzfreunde bemüht sich in der Pflege des Eichholzwaldes. Des Weiteren veranstaltet er das Eichholzfest.
Im Mai 2021 stürzte ein 12-jähriges Mädchen beim Ehmsendenkmal den Steilhang hinunter und verletzte sich schwer. Anfang der 1960er Jahre stürzte ein kleines Mädchen dort zu Tode. 1989 mussten zwei Mädchen dort von der Feuerwehr aus dem Steilhang gerettet werden. Der Sicherungszaum am Denkmal wird immer wieder mutwillig zerstört und der gesperrte Steilhang betreten. Deshalb kontrolliert der Landesbetrieb Wald und Holz NRW regelmäßig den Zaun und  repariert ihn im Bedarfsfall.